# Eva Samková
Eva Samková (Vrchlabí, 28 april 1993) is een Tsjechische snowboardster. Ze vertegenwoordigde haar vaderland op de Olympische Winterspelen 2014 in Sotsji en op de Olympische Winterspelen 2018 in Pyeongchang.

## Carrière
Bij haar wereldbekerdebuut, in maart 2010 in Valmalenco, scoorde Samková direct haar eerste wereldbekerpunten. Op de FIS wereldkampioenschappen snowboarden 2011 in La Molina eindigde ze als vijfde op de snowboardcross. In februari 2011 eindigde de Tsjechische in Stoneham voor de eerste keer in de top tien van een wereldbekerwedstrijd. Een maand later stond Samková voor de eerste maal in haar carrière op het wereldbekerpodium. In Stonenham nam ze deela aan de FIS wereldkampioenschappen snowboarden 2013. Op dit toernooi eindigde ze als zevende op de snowboardcross. Op 2 februari 2013 boekte de Tsjechische in Blue Mountain haar eerste wereldbekerzege. Tijdens de Olympische Winterspelen van 2014 in Sotsji veroverde ze de gouden medaille op het onderdeel snowboardcross.
Op de FIS wereldkampioenschappen snowboarden 2015 in Kreischberg eindigde Samková zesde op de snowboardcross. In de Spaanse Sierra Nevada nam de Tsjechische deel aan FIS wereldkampioenschappen snowboarden 2017. Op dit toernooi eindigde ze als twaalfde op de snowboardcross. In het seizoen 2016/2017 pakte ze de eindzege in de wereldbeker snowboardcross. Tijdens de Olympische Winterspelen van 2018 in Pyeongchang sleepte Samková de bronzen medaille in de wacht op het onderdeel snowboardcross.
Op de FIS wereldkampioenschappen snowboarden 2019 in Park City werd de Tsjechische wereldkampioene op de snowboardcross, samen met Jan Kubičík eindigde ze als dertiende op de snowboardcross voor teams. In het seizoen 2018/2019 won ze voor de tweede maal in haar carrière de wereldbeker snowboardcross. In Idre Fjäll nam Samková deel aan de FIS wereldkampioenschappen snowboarden 2021. Op dit toernooi behaalde ze de bronzen medaille op de snowboardcross, in de landenwedstrijd eindigde ze samen met Jan Kubičík op de vijfde plaats.

## Resultaten

### Olympische Winterspelen
| Jaar | Plaats      | Resultaten     |
| ---- | ----------- | -------------- |
| 2014 | Sotsji      | Snowboardcross |
| 2018 | Pyeongchang | Snowboardcross |

### Wereldkampioenschappen
| Jaar | Plaats        | Resultaten                               |
| ---- | ------------- | ---------------------------------------- |
| 2011 | La Molina     | 5e Snowboardcross                        |
| 2013 | Stoneham      | 7e Snowboardcross                        |
| 2015 | Kreischberg   | 6e Snowboardcross                        |
| 2017 | Sierra Nevada | 12e Snowboardcross                       |
| 2019 | Park City     | Snowboardcross · 13e Snowboardcross team |
| 2021 | Idre Fjäll    | Snowboardcross · 5e Snowboardcross team  |

### Wereldbeker
Eindklasseringen
| Seizoen   | Algm | SBX    |
| --------- | ---- | ------ |
| 2009/2010 | 108e | 30e    |
| 2010/2011 | 17e  | 7e     |
| 2011/2012 | –    | 37e    |
| 2012/2013 | –    | 4e     |
| 2013/2014 | –    | 5e     |
| 2015/2016 | –    | Zilver |
| 2016/2017 | –    | Goud   |
| 2017/2018 | –    | 5e     |
| 2018/2019 | –    | Goud   |
| 2019/2020 | –    | 4e     |

Wereldbekerzeges
| Datum            | Plaats               | Onderdeel      |
| ---------------- | -------------------- | -------------- |
| 2 februari 2013  | Blue Mountain        | Snowboardcross |
| 7 december 2013  | Montafon             | Snowboardcross |
| 12 januari 2014  | Andorra la Vella     | Snowboardcross |
| 23 januari 2016  | Feldberg             | Snowboardcross |
| 21 februari 2016 | Sunny Valley         | Snowboardcross |
| 21 januari 2017  | Solitude             | Snowboardcross |
| 11 februari 2017 | Feldberg             | Snowboardcross |
| 20 januari 2018  | Erzurum              | Snowboardcross |
| 3 maart 2018     | La Molina            | Snowboardcross |
| 10 maart 2018    | Moskou               | Snowboardcross |
| 22 december 2018 | Breuil-Cervinia      | Snowboardcross |
| 2 maart 2019     | Baqueira-Beret       | Snowboardcross |
| 16 maart 2019    | Veysonnaz            | Snowboardcross |
| 13 december 2019 | Montafon             | Snowboardcross |
| 24 januari 2021  | Chiesa in Valmalenco | Snowboardcross |
| 4 maart 2021     | Bakoeriani           | Snowboardcross |